# Crucianella
- Commons
- Wikispecies

Crucianella L. é um género botânico pertencente à família Rubiaceae.

## Sinonímia
- Rubeola Mill.

## Principais espécies
| - Crucianella angustifolia - Crucianella bithynica - Crucianella disticha - Crucianella exasperata - Crucianella gilanica - Crucianella imbricata - Crucianella graeca - Crucianella kurdistanica | - Crucianella latifolia - Crucianella macrostachya - Crucianella maritima - Crucianella monspeliaca - Crucianella patula - Crucianella sorgerae - Crucianella stylosa |

- Lista completa

## Classificação do gênero
| Sistema | Classificação                      | Referência               |
| ------- | ---------------------------------- | ------------------------ |
| Linné   | Classe Tetrandria, ordem Monogynia | Species plantarum (1753) |